# Kamionka Dnieprzańska
Kamionka Dnieprzańska (ukr. Кам'янка-Дніпровська, Kamjanka-Dniprowśka) – miasto  w południowo-wschodniej części Ukrainy pod okupacją rosyjską, w obwodzie zaporoskim, siedziba władz rejonu kamioneckiego.
Na terenie miejscowości znajduje się Grodzisko Kamjanśke, będące w przeszłości stolicą państwa Scytów.

## Historia
Miejscowość założona w 1785.
Miasto od 1957.
W 1989 liczyła 17 906 mieszkańców.
W 2013 liczyła 13 495 mieszkańców.